# John Avery
|  | Per a altres significats, vegeu «John Avery Lomax». |

John Avery (Stroud, c. 1926 – ?) fou un pilot de motocròs anglès de renom internacional durant la dècada del 1950, quan fou un dels principals competidors al Campionat d'Europa de motocròs, predecessor del mundial. El 1952, durant la primera edició del campionat, quedà tercer a la general i esdevingué el primer britànic a guanyar un Gran Premi fora del Regne Unit, concretament el de Suècia, disputat a Saxtorp el 24 d'agost. Aquell any guanyà també el Campionat britànic de motocròs, el segon de la història. Sempre amb motocicletes BSA, John Avery practicà també amb èxit el trial.

## Resum biogràfic
Nascut a Stroud, Avery es va criar a Cheltenham, a uns 22 km. Més tard, la família s'establí a Oxford i John començà a treballar de mecànic al taller del seu pare, a Headington, un suburbi d'Oxford. De ben jove, adquirí una BSA B21 Empire Star de 250 cc de 1939, amb la qual va córrer el 1946 la seva primera cursa de motocròs (anomenat a l'època scramble al Regne Unit), concretament el Grand National de Berkshire. Aconseguí la seva primera victòria important en motocròs a la junior challenge per a menors de 21 anys, disputada a Cheltenham aquell mateix any, 1946.
Amb la seva petita BSA, Avery va guanyar des d'aleshores i durant anys diverses proves i campionats de trial, entre ells l'Open Trade Supported Trials 250 cup (un trofeu nacional de trial), els trials del Sud i de l'Oest d'Anglaterra, el de Greensmith i el Cotswolds Cups i la copa dels 250cc al Manville Trial i al Mitchell Trial de 1949. Aquell any, va guanyar també un premi de primera classe ("first class award") als Sis Dies d'Escòcia de Trial. Al llarg de la seva carrera, va guanyar el Harold Avery Trophy Trial i el James Cup Trial tres vegades consecutives i simultàniament, tots dos el mateix any.
Pel que fa al motocròs, va guanyar el Berkshire Grand National els anys 1950, 1951 i 1952. Arran de l'espectacularitat dels seus salts amb la moto, aviat es va guanyar el sobrenom de Clem (en honor de Clem Sohn, un pioner americà del paracaigudisme acrobàtic molt popular als anys 30). El 1952, BSA el fitxà com a pilot oficial i, amb la Gold Star, va guanyar diverses curses importants, com ara la de 350cc al Hants Grand National, les curses Sènior al Sunbeam Point to Point i al Cotswold Scramble, les de 250 i 350cc a l'Experts Grand National i tant la Júnior com la Sènior a Hawkstone Park, Shropshire. A Europa, després de guanyar el Gran Premi de Suècia quedà tercer al següent, el de França, i a la general al final del campionat. Al Motocross des Nations, celebrat a Brands Hatch, fou sisè a la general i, finalment, guanyà el campionat britànic de motocròs (anomenat aleshores ACU Scramble Driver's Star) per davant de Geoff Ward, el vigent campió. Ward recuperà el títol el 1953 i Avery hi quedà tercer.
John Avery seguí acumulant èxits amb la BSA Gold Star oficial fins que, el 1957, després de quedar segon en 350cc a l'Experts Grand National, va patir una forta caiguda al March Hare Scramble de Streatley i es va fracturar seriosament el braç dret. Llavors es va retirar de les curses i es va concentrar en el negoci de motocicletes que havia establert el 1949 a Oxford, concretament a Summertown.
Tot i haver abandonat el motociclisme, Avery es va dedicar uns anys a l'esquí nàutic, especialitzat en l'eslàlom, i el 1969 va guanyar el campionat sènior d'esquí nàutic britànic dins aquesta especialitat.

## Palmarès
Font:
| Any  | Motocicleta | Campionat d'Europa | Campionat britànic |
| ---- | ----------- | ------------------ | ------------------ |
| 1951 | BSA         | -                  | 7è                 |
| 1952 | BSA         | 3r                 | 1r                 |
| 1953 | BSA         | 18è                | 3r                 |
| 1954 | BSA         | 9è                 | 8è                 |
| 1955 | BSA         | -                  | 9è                 |